# رعنا لیاقت علی خان
رعنا لیاقت علی خان (به اردو |رعنا لیاقت علی خان؛ ۱۳ فوریهٔ ۱۹۰۵ – ۱۳ ژوئن ۱۹۹۰) معروف به مادر پاکستان سیاست‌مدار اهل پاکستان و یکی از چهره‌های برجسته و پیشگام در جنبش پاکستان بود.
وی همچنین برندهٔ جوایزی همچون جایزه سازمان ملل متحد در زمینه حقوق بشر شده‌است.

## فعالیت‌ها

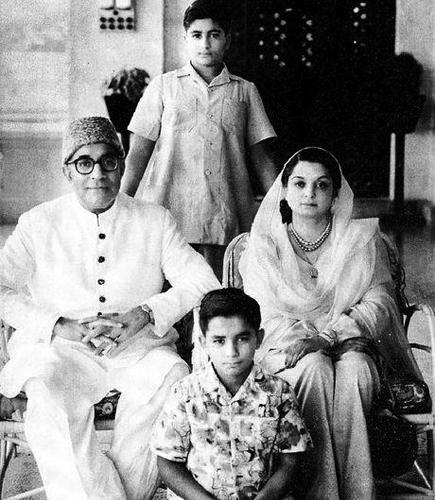
رعنا لیاقت علی خان درکنار خانواده و همسرش، لیاقت علی خان

رعنا لیاقت علی خان یکی از چهره‌های برجسته و پیشگام در جنبش پاکستان بود که به عنوان عضو کمیته اجرایی جنبش پاکستان تحت نظارت محمد علی جناح مشغول به کار شد.
او همچنین مشاور اقتصادی کمیته جنبش پاکستان تحت رهبری محمد علی جناح بود و بعدها زمانی که شوهرش لیاقت علی خان به مقام نخست وزیری پاکستان رسید بانوی اول پاکستان شد. او در این موقعیت، در کشور تازه تأسیس شده پاکستان برنامه‌هایی را برای رشد و پیشرفت زنان پایه‌گذاری کرد. سپس او به عنوان یک سیاستمدار فعالیت‌هایش را شروع کرد. این فعالیت‌ها ده سال ادامه داشت.
در دهه ۱۹۷۰، او به جنبش سیاسی ذوالفقار علی بوتو پیوست و وارد دولت سوسیالیست او شد. او یکی از مشاوران دولت و مشاوران اقتصادی بوتو و دولت او بود و در تصمیم‌گیری‌های اقتصادی دولت بوتو نقش مهمی ایفا کرد.

### فرماندار ایالت سند
علی بوتو رعنا لیاقت را به عنوان فرماندار ایالت سند منصوب کرد. او در ۱۵ فوریه سال ۱۹۷۳، در این منصب ادای سوگند کرد.
رعنا اولین فرماندار زن ولایت سند و همچنین نخستین رئیس دانشگاه کراچی بود.

### پیامد کودتا
در سال ۱۹۷۷، رعنا همراه با بوتو و حزب او، در انتخابات پارلمانی سال ۱۹۷۷ پیروز شد، اما به علت کودتای ژنرال ضیاء الحق، رئیس ستاد ارتش پاکستان، مسؤلیت دولتی نپذیرفت. او تا زمان درگذشتش در سال ۱۹۹۰ زندگی اش را برای منافع اجتماعی و اقتصادی زنان پاکستان اختصاص داد.

## درگذشت
او در سال ۱۹۹۰ به علت سکته قلبی فوت کرد و در کراچی بخاک سپرده شد. در مراسم تشییع جنازه او مقامات دولتی و نظامی پاکستان شرکت داشتند. به دلیل خدمات و تلاش‌های او برای پیشرفت زنان پاکستان، به او لقب «مادر پاکستان» داده شد.

## افتخارات و میراث
رعنا یکی از بزرگترین رهبران زن پاکستان است. در پاکستان، لقب «مادر پاکستان»، در سال ۱۹۵۰ به داده شده‌است. رعنا همچنان به عنوان نمادی از خدمت به بشریت و ارتقا نقش زنان دیده می‌شود. او به خاطر مبارزه مادام العمر برای حقوق زنان، در سال ۱۹۷۸ جایزه حقوق بشر سازمان ملل را به خود اختصاص داد. جوایز و افتخارات وی عبارتند از:
- جایزه حقوق بشر سازمان ملل متحد (۱۹۷۸)
- دکترای افتخاری در اقتصاد (۱۹۶۷)
- نشان شایستگی از جمهوری ایتالیا (۱ مارس ۱۹۶۶)
- زن جهان، انجمن زنان ترکیه (۱۹۶۵)
- گراند کراس نارنجی ناساو (۱۹۶۱)
- نیشان اتیث (۱۹۵۱)
- مادر پاکستان در سال ۱۹۵۰
- مدال جین آدم در سال ۱۹۵۰
- زن مدال افتخار ۱۹۵۰